# Leioproctus fasciatus
Leioproctus fasciatus là một loài Hymenoptera trong họ Colletidae. Loài này được Schrottky mô tả khoa học năm 1920.